# Monumentale watersmederij van Oliwa

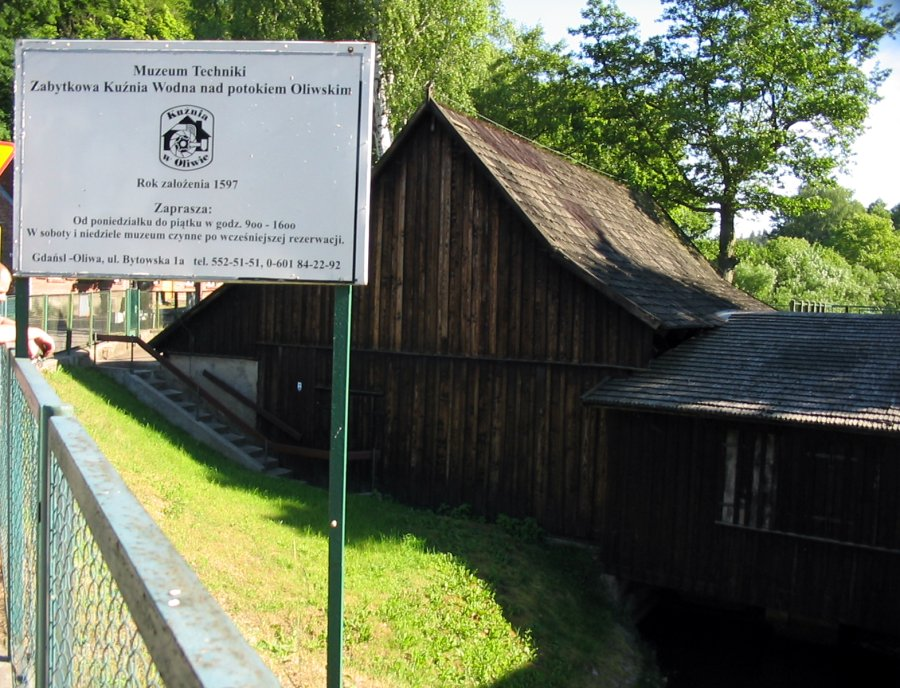
De molen

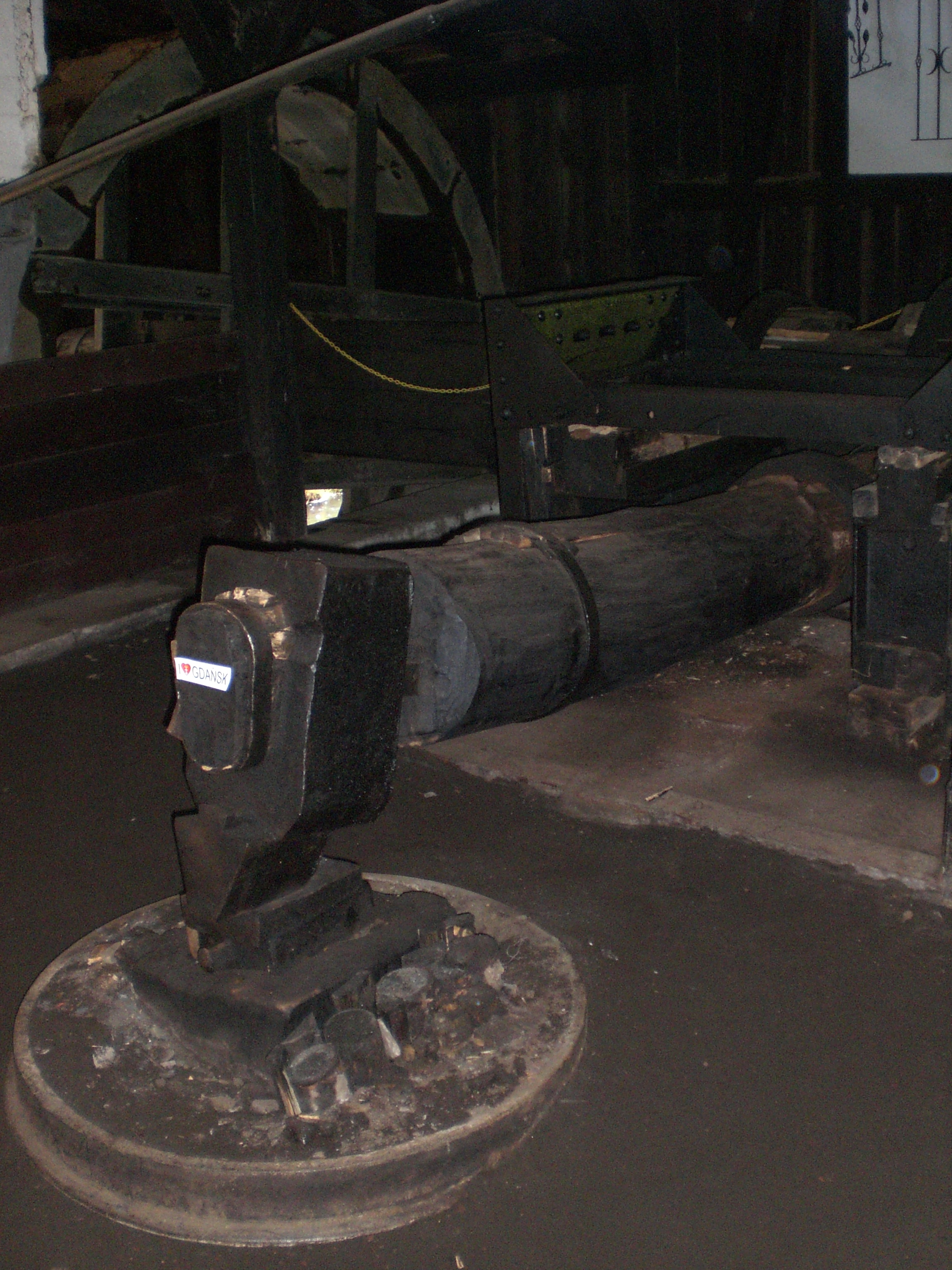
De smeedhamer

De Monumentale watersmederij van Oliwa (Pools: Zabytkowa Kużnia Wodna) is een door een houten watermolen aangedreven smederij en een technisch monument te Oliwa, een stad bij en wijk van Gdańsk.
Van de molen was reeds sprake in 1597. Ze behoorde bij de Cisterciënzerabdij van Oliwa. Het was een ijzermolen, die de hamer van een smederij aandreef.
De molen raakte in verval, maar werd in 1978 gered door het Museum voor Technologie te Warschau. Zowel het molenhuis als het binnenwerk werd gerestaureerd en de molen kan weer werken. Tegenwoordig is de molen een museum.